# Jasenov (Prešov)
Jasenov (in ungherese Várjeszenő, in tedesco Jessenau) è un comune della Slovacchia facente parte del distretto di Humenné, nella regione di Prešov.

## Storia
Il villaggio venne citato per la prima nel 1279 (Jezenew) quando veniva donato da re Carlo Roberto a Peter, figlio di Peteň di Bačkov, suo fedele vassallo, come possedimento del castello di Jasenov. Nel 1330 passò ai potenti Drugeth che lo detennero fino al XVI secolo. All'epoca i Drugeth vi installarono una zecca clandestina diretta da un certo mastro Nicholas di Prešov. Nel 1644 il castello venne distrutto dalle bande di ribelli fedeli al principe Rákoczi che infestavano la regione in quel periodo e che combattevano contro gli Asburgo. Successivamente passò alla Signoria di Humenné fino al XVIII secolo quando venne ceduto ai conti Dernáth. Nel XIX secolo passò alla famiglia Andrássy.